# Cubelle
 (août 2014).
La Cubelle est une petite rivière, circulant dans le département du Gard, en région Occitanie, affluent du fleuve côtier le Vistre.

## Géographie
De 13 km de longueur, elle prend sa source au nord-ouest de Gallargues-le-Montueux. Dans un cours dirigé vers le sud-est, elle longe un temps le Vidourle, passe au sud d'Aimargues et du Cailar, marquant la limite entre les deux communes, pour se jeter à l'est de Saint-Laurent-d'Aigouze. Son principal affluent est le Razil (rd) qui la rejoint près d'Aimargues mais ce petit cours d'eau peut aussi être considéré comme un bras de la Cubelle.

### Communes et canton traversés
Dans le seul département du Gard, la Cubelle arrose les trois communes suivantes, de l'amont vers l'aval, de Gallargues-le-Montueux (source), Aimargues, Le Cailar (confluence).
En termes de cantons, la Cubelle prend sa source et conflue dans le seul canton de Rhôny-Vidourle, arrondissement de Nîmes.

### Bassin versant
La Cubelle traverse une seule zone hydrographique « Le vieux Vistre du Rieu à la Cubelle incluse » (Y352) de 541 km2 de superficie.
Les cours d'eau voisins sont le Vidourle à l'ouest et le Rhôny à l'est, le Vistre au sud dans lequel elle se jette, le canal d'irrigation du Bas-Rhône Languedoc au nord.

## Affluent
La Cubelle n'a aucun affluent référencé. 

### Rang de Strahler
Son rang de Strahler est donc de un.